# Rameshwari Nehru
Rameshwari Nehru, död 1966, var en indisk feminist. 
Hon var ordförande för All India Women's Conference 1942–1943. 